# Horvát labdarúgó-szövetség
A Horvát labdarúgó-szövetség (horvátul: Hrvatski nogometni savez). Horvátország nemzeti labdarúgó-szövetsége. 1912-ben alapították. A szövetség szervezi a Horvát labdarúgó-bajnokságot, valamint a Horvát kupát. Működteti a Horvát labdarúgó-válogatottat, valamint a Horvát női labdarúgó-válogatottat. Székhelye Zágrábban található.

## Történelme
A Horvát Labdarúgó-szövetséget 1912. június 13-án alapították. 1941. július 16-án a Független Horvátország válogatottjaként csatlakoztak a  FIFA-hoz, majd 1945-től 1992 július 3-ig a Jugoszláv Szocialista Szövetségi Köztársaság színeiben versenyeztek. A szövetség 1993-tól tagja az UEFA-nak.